# Мищенко, Филипп Михайлович
Филипп Михайлович Мищенко (22.10.1900 —) — советский военачальник, военный лётчик, участник Гражданской, Великой Отечественной и советско-японской войн, командир авиационных дивизий во время войны, полковник.

## Биография
Родился Филипп Михайлович 1 октября 1908 года в слобода Масловка Чернянской волости, Новооскольский уезд, Курская губерния, Российская империя.
В Красной гвардии с января 1918 года, в Красной армии с сентября 1918 по декабрь 1922 года и с сентября 1923 года. Учился на 2-х Московских командных курсах (1920), Ростовских объединённых артиллерийских курсах (1922), в Высшей аэрофотоrрамметрической
школе в Москве (аэронавигационный отдел, 1924 год). Окончил 2-ю Петроградскую партийную школу (1920), Военно-теоретическую школу ВВС РККА в Ленинграде (1925), 2-ю военную школу лётчиков имени Осоавиахима СССР в Борисоглебске (1927), курсы усовершенствования при 1-й военной школе пилотов им. А. Ф. Мясникова в пгт Кача (1932), Липецкую высшую лётно-тактическую школу ВВС РККА (1937), курсы усовершенствования командиров и начальников штабов авиадивизий при Краснознамённой Военно-воздушной академии (1950).
Воевал в Красной гвардии с января 1918 года под Воронежем, против германских войск и гайдамаков под Конотопом и Полтавой, в Гражданскую войну после реорганизации Красной гвардии назначен в 9-й Украинский пограничный полк. С марта 1920 года исполнял должность помощника начальника команды связи 118-гo стрелкового полка 14-й стрелковой дивизии им. А. К. Степина. В августе — сентябре участвовал в боях с частями генерала П. П. Фостикова («Армия возрождения России»). В конце сентября Мищенко принял командование этим полком. Затем был командирован на учёбу на 2-е Московские командные курсы, позже из Москвы направлен во 2-ю Петроградскую партийную школу. 25 декабря 1920 года окончил её и был назначен политруком комендантской команды в 187-ю отдельную стрелковую бригаду в Ораниенбаум. С 1 по 18 марта 1921 года комиссаром комендантской команды Южной группы принимал участие в подавлении Кронштадтского мятежа. В апреле переведён политруком в 563-й стрелковый полк, который был
передислоцирован в Вологду. Затем служил в той же должности в 105-м стрелковом полку в Архангельске.
В октябре 1921 года Ф. М. Мищенко переведён по болезни в Северо-Кавказский военный округ в Ростов-на-Дону. Затем был зачислен курсантом на Ростовские артиллерийские курсы, после расформирования которых в сентябре 1922 года направлен на инженерный курсы в Баку. Однако в декабре они были расформированы, а он зачислен в резерв.
В сентябре 1923 года через Курский губвоенкомат зачислен в Высшую аэрофотоrрамметрическую школу в Москве, в марте 1924 года переведён в Ленинград в Военно-теоретическую школу ВВС РККА. По окончании школы направлен для практических полётов во 2-ю военную школу лётчиков имени Осоавиахима СССР в Борисоглебск. По окончании лётной школы в июле 1927 года назначен в Ташкент в 40-й авиаотряд лётчиком. За борьбу с басмачами награждён орденом Трудового Красного Знамени Таджикской ССР. Вырос до командира отряда, прошёл курсы усовершенствования при 1-й военной школе пилотов им. А. Ф. Мясникова и вернулся в Ташкент командиром 40-го авиаотряда в Сталинабад (ныне Душанбе).
В сентябре 1933 года переведён во 2-ю военную школу командиров звеньев в Борисоглебск командиром учебного отряда, с октября
1936 года временно командовал эскадрильей этой школы. С февраля по ноябрь 1937 года находился в Липецкой высшей лётно-тактической школе ВВС РККА, затем был назначен командиром эскадрильи в 9-ю военную школу лётчиков и летнабов в Харьков, после её реорганизации служил в той же
должности в Чугуевском военном авиационном училище. В апреле 1940 года переведён командиром эскадрильи в 161-й резервный истребительный авиаполк ВВС СКВО, с апреля 1941 года служил лётчиком-испытателем в филиале Научно-испытательного института ВВС Красной армии.
С началом Великой Отечественной войны майор Ф. М. Мищенко в июне 1941 года был назначен командиром 123-гo истребительного авиаполка и до конца июня воевал с ним в составе ВВС Западного фронта. В начале июля полк убыл на переформирование и после nополнения с 22 июля 1941 года встал на оборону Москвы. Во второй половине сентября он был перебазирован на Ленинградский фронт в состав 7-го истребительного авиакорпуса ПВО и с 22 сентября полк вступил на защиту города Ленинграда. Участвовал в битве за Ленинград. Полк выполнял задачи по прикрытию транспортной магистрали через Ладожское озеро («Дорога жизни»), а также войск и объектов фронта на волховском и синявинско-мгинском направлениях. 123-й истребительный авиационный полк под руководством Мищенко, выполняя боевые задания, за 5 месяцев войны произвёл 2530 боевых вылетов, с общим налётом 2111 часов, из них: на штурмовку войск противника — 58 вылетов, на разведку войск противника — 29 вылетов, на прикрытие Ладожской трассы и Ленинграда — 1956 вылетов. За этот период в полку проведено 490 воздушных боёв с противником. В воздушных боях лётчиками полка сбито 107 фашистских самолётов, подбито 9 самолётов, штурмовкой на земле уничтожено 4 самолёта. Лично сам майор Мищенко выполнил 42 боевых вылета с боевым налётом 48 часов. На прикрытие Ленинграда выполнил 34 вылета, на прикрытие мыса Осиновец 7 вылетов, на штурмовку войск один вылет, провёл 8 воздушных боёв и сбил один самолёт противника. За успешное выполнение заданий командования полк Мищенко 22 ноября 1942 года получил звание гвардейского, а сам подполковник Мищенко 10 ноября принял командование 275-й истребительной авиадивизией, которая начала своё формирование на базе управления Военно-воздушных сил 8-й армии.
Подполковник Мищенко воевал с дивизией в составе 13-й воздушной армии Ленинградского фронта. 18 марта 1943 года присвоено звание полковника. 16 июля 1943 года сдал дивизию и убыл на Дальневосточный фронт командиром 296-й истребительной авиадивизии. В ходе Советско-японской войны дивизия в составе 18-го авиакорпуса обеспечивала наступление войск 2-й Краснознамённой армии при проведении Сунгарийской наступательной операции. В результате боевой работы уничтожено 2 железнодорожных эшелона, несколько складов, взорвана нефтебаза, электростанция и до батальона пехоты. За отличные боевые действия дивизии присвоено почётное наименование «Хинганская».
После войны полковник Мищенко продолжал командовать этой дивизией в составе 10-й воздушной армии Дальневосточного военного округа. С октября 1949 года проходил обучение на курсах усовершенствования командиров и начальников штабов авиадивизий при Краснознамённой Военно-воздушной академии, затем назначен помощником командующего ВВС Горьковским военным округом. 7 августа 1953 года уволен в запас.

## Награды
- Орден Ленина (31.12.1941)[4];
- Орден Ленина (21.02.1945)[5];
- Орден Красного Знамени (03.11.1944)[6];
- Орден Красного Знамени (21.08.1945)[7];
- Орден Красного Знамени (06.11.1947)[8];
- Орден Отечественной войны I степени (13.02.1943)[9];
- Орден Красного Знамени (17.02.1945);
- Орден Трудового Красного Знамени Таджикской ССР
- Медаль «За победу над Германией в Великой Отечественной войне 1941—1945 гг.» (09.05.1945)[10];
- Медаль «За оборону Ленинграда» (22.12.1942)[11];
- Медали

## Память
- Фотография и краткое описание боевого пути полковника Мищенко хранится в Галерее памяти Музея «Дорога памяти» в Главном храме Вооружённых сил России. (Парк Патриот, Московская область, Одинцовский район, 55 км Минского шоссе).